# Герхард фон Родемахерн
Герхард фон Родемахерн (на немски: Gerhard zu Rodemachern; * пр. 1431; † ок. 1489) е господар на Родемахерн, Кроненбург и Нойербург в Лотарингия.
Той е големият син на Йохан III фон Родемахерн († 1439 от чума) и съпругата му Ирмгард фон Болхен († сл. 1433), дъщеря на Герхард фон Болхен-Узелдинген († 1416) и Мехтилд фон Кроненберг († 1410).
Брат му Йохан II/IV фон Родемахерн († сл. 1451) е господар на Болхен-Булай-Родемахерн, женен на 29 октомври 1415 г. за Агнес фон Вирнебург и няма деца.
Герхард фон Родемахерн е през целия си живот замесен във военните конфликти между Франция и Бургундия–Хабсбург. Той е против Бургундия. Родемахерн тогава е в Херцогство Люксембург.
През 1492 г., собственостите на господарите фон Родемахерн отиват на маркграф Кристоф I фон Баден и неговият внук Кристоф II основава 1556 г. маркграфството Баден-Родемахерн.

## Фамилия
Герхард фон Родемахерн се жени 1441 г. за петнадесетгодишната графиня Магарета фон Насау-Вайлбург-Саарбрюкен (* 26 април 1426 в Сарбрюкен; † 5 май 1490, погребана в Майнц), дъщеря на граф Филип I фон Насау-Саарбрюкен-Вайлбург († 1429) и втората му съпруга Елизабет от Лотарингия († 1456). Съпругата му Маргарета колекционира книги. Те имат четири дъщери:
- Елизабет фон Родемахерн († сл. 1463/ сл.1503), наследничка на Болхен, омъжена I. на 22 февруари 1462 г. за юнг-граф Фридрих V фон Мьорс-Болхен († 1472/1498), син на Винценц фон Мьорс, II. за Диполт II фон Хоенгеролдсек († 1499)
- Анна фон Родемахерн (* пр. 1466; † 1525/1533), омъжена на 16 декември 1467 г. за граф Лудвиг II фон дер Марк-Рошфор-Агимон († 1525), син на граф Лудвиг I фон Марк-Рошфор († 1498)
- Маргарета фон Родемахерн († 1504/22 юни 1509), омъжена пр. 1472/1475 г. за граф Еберхард фон Сайн-Витгенщайн († 1494)
- Ирмгард фон Родемахерн († сл. 1469), монахиня в „Св. Агнес“, Трир